# Samarneushoornvogel
De samarneushoornvogel (Penelopides samarensis) is een neushoornvogel die voorkomt op de Filipijnen waar het een endemische vogelsoort is op een beperkt aantal eilanden. De vogel wordt door BirdLife International beschouwd als ondersoort van de mindanaoneushoornvogel (P. affinis).

## Verspreiding en leefgebied
De samarneushoornvogel komt voor in bosgebieden op de eilanden Biliran, Bohol, Calicoan, Leyte en Samar in het midden en oosten van de Filipijnen.

## Status
De vogel staat net als de  mindanaoneushoornvogel als "niet bedreigd" op de internationale rode lijst.